# Ctenochaetus marginatus
Ctenochaetus marginatus is een  straalvinnige vissensoort uit de familie van doktersvissen (Acanthuridae). De wetenschappelijke naam van de soort is voor het eerst geldig gepubliceerd in 1835 door Valenciennes.

## Voorkomen
De soort komt voor in de Grote Oceaan: Marshalleilanden, Carolinen, Kiribati, Tuvalu, Johnstonatol, Marquesaseilanden, Clipperton, Cocoseiland (Costa Rica), Gorgona (Colombia), de Genootschapseilanden en de Line-eilanden.